# Jonthodes
Jonthodes är ett släkte av skalbaggar. Jonthodes ingår i familjen långhorningar.
Kladogram enligt Catalogue of Life:
| Jonthodes | \| \| Jonthodes callichromoides \| \| \| \| \| \| Jonthodes nodicollis \| \| \| \| |
|           | \| \| Jonthodes callichromoides \| \| \| \| \| \| Jonthodes nodicollis \| \| \| \| |
|           | Jonthodes callichromoides                                                          |
|           |                                                                                    |
|           | Jonthodes nodicollis                                                               |
|           |                                                                                    |